# Europese kampioenschappen zwemmen 2024
De Europese kampioenschappen zwemmen 2024 werden gehouden van 17 tot en met 23 juni 2024 in het Sportcentrum Milan Gale Muškatirović in Belgrado. Het toernooi was onderdeel van de Europese kampioenschappen zwemsporten 2024. 
De Nederlandse Zwembond (KNZB) besloot geen zwemselectie naar dit kampioenschap te sturen omdat het toernooi volgens de bond financieel niet haalbaar was in een overvol zwemseizoen en niet paste in de voorbereiding op de Olympische Spelen in Parijs in juli-augustus 2024.

## Medailles

### Legenda
- WR = Wereldrecord
- ER = Europees record
- CR = Kampioenschapsrecord

### Mannen
| Onderdeel            | Goud | Goud       | Zilver | Zilver          | Brons | Brons    |
| -------------------- | --- | ---------- | --- | --------------- | --- | -------- |
| Vrije slag           | |            | |                 | |          |
| 50 m                 | Kristian Gkolomeev Griekenland                                                                                                   | 21,72      | Stergios Marios Bilas Griekenland | 21,73           | Vladyslav Bukhov Oekraïne | 21,85    |
| 100 m                | David Popovici Roemenië | 46,88      | Nándor Németh Hongarije | 47,49           | Andrej Barna Servië | 47,66 NR |
| 200 m                | David Popovici Roemenië | 1.43,13    | Danas Rapšys Litouwen | 1.45,65         | Antonio Djakovic Zwitserland | 1.46,32  |
| 400 m                | Felix Auboeck Oostenrijk | 3.43,24    | Dimitrios Markos Griekenland | 3.47,44         | Antonio Djakovic Zwitserland | 3.47,62  |
| 800 m                | Mykhailo Romanchuk Oekraïne | 7.46,20    | Dimitrios Markos Griekenland | 7.48,59         | Zalán Sárkány Hongarije | 7.49,29  |
| 1500 m               | Kuzey Tuncelli Turkije | 14.55,64   | Mykhailo Romanchuk Oekraïne | 15.00,99        | Zalan Sarkany Hongarije | 15.06,67 |
| Rugslag              | |            | |                 | |          |
| 50 m                 | Apostolos Christou Griekenland                                                                                                   | 24,39      | Ksawery Masiuk Polen | 24,63           | Evangelos Makrygiannis | 24,74    |
| 100 m                | Apostolos Christou Griekenland                                                                                                   | 52,23      | Evangelos Makrygiannis Griekenland | 52,83           | Ksawery Masiuk Polen | 53,56    |
| 200 m                | Oleksandr Zheltyakov Oekraïne | 1.55,39    | Apostolos Siskos Griekenland | 1.55,42         | Roman Mityukov Zwitserland | 1.55,75  |
| Schoolslag           | |            | |                 | |          |
| 50 m                 | Huseyin Emre Sakci Turkije | 26,92      | Noel de Geus Duitsland | 26,93           | Kristian Pitshugin Israël | 27,02    |
| 100 m                | Melvin Imoudu Duitsland | 58,84      | Berkay Öğretir Turkije | 59,23           | Andrius Šidlauskas Litouwen | 59,27    |
| 200 m                | Lyubomir Epitropov BulgarijeErik Persson Zweden                                                                                  | 2.09,45 NR | niet uitgereikt | niet uitgereikt | Jan Kałusowski Polen | 2.10,20  |
| Vlinderslag          | |            | |                 | |          |
| 50 m                 | Stergios Marios Bilas Griekenland                                                                                                | 23,15      | Simon Bucher Oostenrijk | 23,19           | Daniel Gracík Tsjechië | 23,26    |
| 100 m                | Kristóf Milák Hongarije | 50,82      | Hubert Kós Hongarije | 50,96           | Jakub Majerski Polen | 50,98    |
| 200 m                | Kristóf Milák Hongarije | 1.54,43    | Krzysztof Chmielewski Polen | 1.54,78         | Michal Chmielewski Polen | 1.55,51  |
| Wisselslag           | |            | |                 | |          |
| 200 m                | Hubert Kos Hongarije | 1.57,21    | Ron Polonsky Israël | 1.57,36         | Berke Saka Turkije | 1.58,62  |
| 400 m                | Apostolos Papastamos Griekenland                                                                                                 | 4.10,83 NR | Balázs Holló Hongarije | 4.11,51         | Gábor Zombori Hongarije | 4.11,70  |
| Vrije slag estafette | |            | |                 | |          |
| 4x100 m              | Servië Velimir Stjepanović (47,99) Nikola Acin (48,64) Justin Cvetkov (49,41) Andrej Barna (46,86)                               | 3.12,90    | Polen Mateusz Chowaniec (48,45) Dominik Dudys (48,60) Ksawery Masiuk (48,04) Kamil Sieradzki (48,16) Bartosz Piszczorowicz Paweł Korzeniowski       | 3.13,25         | Griekenland Apostolos Christou (48,82) Stergios Marios Bilas (48,50) Kristian Gkolomeev (48,04) Andreas Vazaios (48,37) Odyssefs Meladinis Eyaggelos Makrygiannis | 3.13,73  |
| 4x200 m              | Litouwen Tomas Navikonis (1.47,42) Tomas Lukminas (1.47,66) Kristupas Trepočka (1.48,06) Danas Rapšys (1.44,90) Rokas Jazdauskas | 7.08,04 NR | Hongarije Nándor Németh (1.46,11) Balázs Holló (1.48,09) Richárd Márton (1.47,63) Hubert Kós (1.47,76) Attila Kovács Boldizsár Magda                | 7.09,59         | Griekenland Dimitrios Markos (1.47,12) Konstantinos Englezakis (1.46,60) Konstantinos Emmanouil Stamou (1.48,61) Andreas Vazaios (1.47,40)                        | 7.09,73  |
| Wisselslagestafette  | |            | |                 | |          |
| 4x100 m              | Oostenrijk Bernhard Reitshammer (54,54) Valentin Bayer (59,87) Simon Bucher (51,42) Heiko Gigler (47,58)                         | 3.33,41    | Polen Ksawery Masiuk (54,50) Jan Kalusowski (59,74) Jakub Majerski (51,17) Kamil Sieradzki (48,03) Adrian Jaskiewicz Kacper Stokowski Dominik Dudys | 3.33,44         | Oekraïne Oleksandr Zheltiakov (53,91) Volodymyr Lisovets (58,96) Arsenii Kovalov (51,90) Illia Linnyk (48,73)                                                     | 3.33,50  |

### Vrouwen
| Onderdeel            | Goud | Goud       | Zilver | Zilver   | Brons | Brons      |
| -------------------- | --- | ---------- | --- | -------- | --- | ---------- |
| Vrije slag           | |            | |          | |            |
| 50 m                 | Petra Senanszky Hongarije | 24,56      | Theodora Drakou Griekenland | 24,59    | Julie Kepp Jensen Denemarken | 24,79      |
| 100 m                | Barbora Seemanová Tsjechië | 53,50 NR   | Barbora Janíčková Tsjechië | 54,17    | Nikolett Pádár Hongarije | 54,22      |
| 200 m                | Barbora Seemanová Tsjechië | 1.55,37    | Minna Ábrahám Hongarije | 1.57,22  | Nicole Maier Duitsland | 1.57,36    |
| 400 m                | Ajna Kesely Hongarije | 4.06,56    | Barbora Seemanova Tsjechië | 4.06,72  | Francisca Martins Portugal | 4.10,94    |
| 800 m                | Ajna Késely Hongarije | 8.29,96    | Fleur Lewis Verenigd Koninkrijk | 8.33,54  | Deniz Ertan Turkije | 8.34,31    |
| 1500 m               | Vivien Jackl Hongarije | 16.06,37   | Celine Rieder Duitsland | 16.15,98 | Fleur Lewis Verenigd Koninkrijk | 16.17,53   |
| Rugslag              | |            | |          | |            |
| 50 m                 | Danielle Hill Ierland | 27,73      | Theodora Drakou Griekenland | 27,87    | Adela Piskorska Polen | 28,00      |
| 100 m                | Adela Piskorska Polen | 59,79      | Danielle Hill Ierland | 1.00,19  | Roos Vanotterdijk België | 1.00,91    |
| 200 m                | Camila Rebelo Portugal | 2.08,95 NR | Dóra Molnár Hongarije | 2.09,02  | Eszter Szabó-Feltóthy Hongarije | 2.09,21    |
| Schoolslag           | |            | |          | |            |
| 50 m                 | Dominika Sztandera Polen | 30,55      | Veera Kivirinta Finland | 30,65    | Olivia Klint Ipsa Zweden | 30,90      |
| 100 m                | Eneli Jefimova Estland | 1.06,41    | Lisa Mamié Zwitserland | 1.07,15  | Olivia Klint Ipsa Zweden | 1.07,73    |
| 200 m                | Kristyna Horská Tsjechië | 2.23,60    | Clara Rybak-Andersen Denemarken | 2.25,20  | Lisa Mamié Zwitserland | 2.26,10    |
| Vlinderslag          | |            | |          | |            |
| 50 m                 | Sara Junevik Zweden | 25,68      | Roos Vanotterdijk België | 26,08    | Anna Ntountounaki Griekenland | 26,18      |
| 100 m                | Roos Vanotterdijk België | 57,47 NR   | Georgia Damasioti Griekenland | 57,74    | Sara Junevik Zweden | 58,06      |
| 200 m                | Helena Rosendahl Bach Denemarken | 2.07,88    | Lana Pudar Bosnië en Herzegovina | 2.08,15  | Boglarka Telegdy Kapaas Hongarije                                                                                                   | 2.08,22    |
| Wisselslag           | |            | |          | |            |
| 200 m                | Anastasia Gorbenko Israël | 2.09,75    | Lea Polonsky Israël | 2.11,18  | Barbora Seemanova Tsjechië | 2.11,48    |
| 400 m                | Anastasia Gorbenko Israël | 4.36,05    | Vivien Jackl Hongarije | 4.38,96  | Zsuzsanna Jakabos Hongarije | 4.40,24    |
| Vrije slag estafette | |            | |          | |            |
| 4x100 m              | Hongarije Petra Senánszky (54,79) Lilla Ábrahám (54,43) Panna Ugrai (53,88) Nikolett Pádár (53,67) Dóra Molnár Zsuzsanna Jakabos                                | 3.36,77 NR | Denemarken Elisabeth Sabroe Ebbesen (54,75) Signe Bro (54,72) Julie Kepp Jensen (54,12) Schastine Tabor (54,89) Karoline Sørensen    | 3.38,48  | Polen Kornelia Fiedkiewicz (55,06) Zuzanna Famulok (55,70) Wiktoria Gusc (55,31) Aleksandra Polanska (54,94) Julia Maik             | 3.41,01    |
| 4x200 m              | Israël Anastasia Gorbenko (1.56,74) Daria Golovaty (1.57,94) Ayla Spitz (1.59,07) Lea Polonsky (1.58,08) Andrea Murez                                           | 7.51,83 NR | Hongarije Lilla Ábrahám (1.58,39) Ajna Késely (1.59,26) Dóra Molnár (1.59,40) Nikolett Pádár (1.55,87) Zsuzsanna Jakabos Panna Ugrai | 7.52,92  | Turkije Gizem Guvenc (1.59,26) Ela Naz Özdemir (2.00,48) Ecem Dönmez (2.00,99) Zehra Durup Bilgin (2.00,85)                         | 8.01,58 NR |
| Wisselslagestafette  | |            | |          | |            |
| 4x100 m              | Polen Adela Piskorska (1.00,40) Dominika Sztandera (1.06,07) Paulina Peda (58,15) Kornelia Fiedkiewicz (54,09) Laura Bernat Wiktoria Piotrowska Zuzanna Famulok |            | Hongarije Lora Komoróczy (1.01,08) Eszter Békési (1.08,49) Panna Ugrai (57,91) Nikolett Pádár (54,02) Minna Ábrahám                  | 4.01,50  | Denemarken Schastine Tabor (1.01,97) Clara Rybak-Andersen (1.08,04) Helena Bach (57,82) Julie Kepp Jensen (54,20) Elisabeth Ebbesen |            |

### Gemengd
| Onderdeel            | Goud | Goud    | Zilver | Zilver  | Brons | Brons   |
| -------------------- | --- | ------- | --- | ------- | --- | ------- |
| Vrije slag estafette | |         | |         | |         |
| 4x100 m              | Hongarije Hubert Kós (49,39) Szebasztián Szabó (48,21) Panna Ugrai (54,38) Nikolett Pádár (53,71) Bence Szabados Boldizsár Magda Minna Ábrahám                 | 3.25,69 | Polen Mateusz Chowaniec (48,67) Kamil Sieradzki (48,61) Zuzanna Famulok (55,09) Kornelia Fiedkiewicz (54,16) Bartosz Piszczorowicz Dominik Dudys Wiktoria Gusc Aleksandra Polańska | 3.26,53 | Duitsland Martin Wrede (49,29) Peter Varjasi (48,26) Nicole Maier (54,68) Nina Jazy (54,78) Ole Mats Eidam Maya Werner Leonie Kullmann | 3.27,01 |
| 4x200 m              | Slovenië Richard Marton (1.49,43) Balazs Hollo (1.46,70) Minna Abraham (1.58,61) Nikolett Padar (1.55,37)                                                      | 7.30,11 | Polen Bartosz Piszczorowicz (1.48,93) Kamil Sieradzki (1.46,97) Wiktoria Gusc (1.59,05) Zuzanna Famulok (2.00,13)                                                                  | 7.35,08 | Duitsland Danny Schmidt (1.49,45) Philipp Peschke (1.48,08) Nicole Maier (1.58,28) Leonie Marlen Kullmann (1.59,75)}                   | 7.35,56 |
| Wisselslagestafette  | |         | |         | |         |
| 4x100 m              | Israël Anastasia Gorbenko (59,44) Ron Polonsky (59,80) Gal Cohen Groumi (51,90) Andrea Murez (54,60) Ayla Spitz Jonathan Itzhaki Ariel Hayon Alexey Glivinskiy | 3.45,74 | Duitsland Maya Werner (1.02,77) Melvin Imoudu (59,09) Luca Armbruster (51,51) Nina Jazy (54,75) Noel de Geus Bjorn Kammann                                                         | 3.48,12 | Hongarije Hubert Kós (53,71) Eszter Békési (1.09,05) Richárd Márton (51,75) Petra Senánszky (54,28) Ádám Jászó                         | 3.48,79 |

### Medaillespiegel
| Plaats | Land                  | Goud | Zilver | Brons | Totaal |
| 1      | Hongarije             | 10   | 9      | 8     | 27     |
| 2      | Griekenland           | 5    | 8      | 4     | 17     |
| 3      | Israël                | 4    | 2      | 1     | 7      |
| 4      | Polen                 | 3    | 6      | 6     | 15     |
| 5      | Tsjechië              | 3    | 2      | 2     | 7      |
| 6      | Turkije               | 2    | 1      | 3     | 6      |
| 7      | Oekraïne              | 2    | 1      | 2     | 5      |
| 8      | Oostenrijk            | 2    | 1      | 0     | 3      |
| 9      | Zweden                | 2    | 0      | 3     | 5      |
| 10     | Roemenië              | 2    | 0      | 0     | 2      |
| 11     | Duitsland             | 1    | 3      | 3     | 7      |
| 12     | Denemarken            | 1    | 2      | 2     | 5      |
| 13     | België                | 1    | 1      | 1     | 3      |
| 13     | Litouwen              | 1    | 1      | 1     | 3      |
| 15     | Ierland               | 1    | 1      | 0     | 2      |
| 16     | Portugal              | 1    | 0      | 1     | 2      |
| 16     | Servië                | 1    | 0      | 1     | 2      |
| 18     | Bulgarije             | 1    | 0      | 0     | 1      |
| 18     | Estland               | 1    | 0      | 0     | 1      |
| 20     | Zwitserland           | 0    | 1      | 4     | 5      |
| 21     | Verenigd Koninkrijk   | 0    | 1      | 1     | 2      |
| 22     | Bosnië en Herzegovina | 0    | 1      | 0     | 1      |
| 22     | Finland               | 0    | 1      | 0     | 1      |
| Totaal | Totaal                | 44   | 42     | 43    | 129    |

Langebaanzwemmen · 
Openwaterzwemmen · 
Schoonspringen · 
Synchroonzwemmen